# Robert Mendes da Silva
Robert Mendes da Silva (Mairiporã, 11 de junho de 1985) é um futebolista brasileiro que atua como atacante. Atualmente, defende o Itabuna.

## Carreira
Revelado pelo São Paulo, foi negociado com o Atlético de Alagoinhas, em 2007. Se destacou no Baianão de 2009 pelo clube de Alagoinhas, sendo vice-artilheiro da competição. 
Acabou sendo contratado pelo Vitória, em 2009. Sem oportunidades no Leão, foi emprestado ao mesmo Atlético de Alagoinhas para a Campeonato Baiano de 2010.
Em julho, foi emprestado novamente, dessa vez para o exterior, para defender o Sagrada Esperança, de Angola.
Na temporada de 2012 o atleta foi contratado pelo Colo Colo para a disputa do Campeonato Baiano da 2º Divisão. Atualmente disputa a Copa Governador do Estado da Bahia pela Catuense.